# Ronda nocturna
Ronda nocturna es una película del 2005 argentina-francesa escrita y dirigida por Edgardo Cozarinsky. Fue estrenada comercialmente en Argentina el 19 de mayo y en Francia el 2 de julio de ese año.

## Argumento
Durante una larga noche plena de encuentros venales e íntimos tráficos, no muy distinta de otras, Víctor (Gonzalo Heredia), un chico de la calle apenas salido de la adolescencia, deberá enfrentar peligros inexplicables, cada vez más graves: desconocidos que lo acechan, un accidente apenas evitado, un intento de matarlo tras abandonarse al placer, finalmente la locura asesina, la fuerza sobrenatural, pero también la ternura de una muchacha enamorada más allá de la muerte.

## Reparto
- Gonzalo Heredia es Víctor.
- Moro Anghileri   es Cecilia.
- Rafael Ferro es  Mario.
- Darío Tripicchio es Carlitos.
- Greg Dayton es El Comisario.
- Susana Varela  Florista.
- Román Chaploski es  Embajador.
- Jana Bokova es  Lady Cocaine.
- Diego Cunill es Muchacho impertinente.
- Diego Trerotola es Primer cliente de droga.
- David Solana es Segundo cliente.
- Marcelo Iglesias es La Thatcher.
- María Bulacio  es  Señora con flores.
- Lorena Travesti
- Vero Travesti
- Loana Travesti
- Bianca Travesti
- Luis María Montanari Travesti.
- Horacio Guisado es Invitado del Embajador.
- Guillermo Ciancio es Invitado del Embajador
- Horacio Derron es Cliente del sauna.
- Miguel Ángel Gallo es Agente de casting.
- Lautaro Vito Agente de casting.
- Kyrylo Morfkhodov es Taxi boy.
- Christian Pereyra es Cliente.
- Jerónimo Vargas es Taxi boy
- Hernán Buffa es Taxi boy.
- Muriel Rébori  es Taxi boy.
- Martín Gouric es Asesino.
- Pablo Gatti es Víctima.
- Luis Juiz es Barman.
- Néstor Bryan es Conserje del telo.
- Lucas Lagré es Empleado del sauna.
- Luciano Bacilof es Tarjetero.
- Marcos Viegas es Tarjetero.
- Carlos J. Madariaga es  Mozo de la pizzería.
- Marcelo Scaramella es Transeúnte Transeúnte.
- Nélida Cejas es Vendedora de láseres.
- Daniela Bocassi es Mujer del bar.
- Martín Céspedes Joven lector.
- Ernesto Villegas (II) es  Jugador de billar.
- Paola Dessaner es Mujer al volante.
- Damián Alvado es Primer hombre al volante.
- Milita Brandon es Señora con flores.